# Torneo de Tokio (Abierto del Pacífico) 2012
El Toray Pan Pacific Open 2012 es un torneo de tenis que pertenece a la WTA en la categoría Premier 5. Se disputa del 23 al 29 de septiembre de 2012 en Tokio, Japón sobre canchas duras.

## Distribución de puntos
| Etapa                          | Individual femenino | Dobles femenino |
| ------------------------------ | ------------------- | --------------- |
| Campeona                       | 900                 | 900             |
| Finalista                      | 620                 | 620             |
| Semifinales                    | 395                 | 395             |
| Cuartos de final               | 225                 | 225             |
| Tercera ronda                  | 125                 | 1               |
| Segunda ronda                  | 70                  | –               |
| Primera ronda                  | 1                   | –               |
| Clasificada                    | 30                  | –               |
| Finalista de la clasificación  | 20                  | –               |
| Primera ronda de clasificación | 1                   | –               |

## Cabezas de serie
| Tenista             | Ranking | Preclasificado |
| Victoria Azarenka   | 1       | 1              |
| María Sharápova     | 2       | 2              |
| Agnieszka Radwańska | 3       | 3              |
| Petra Kvitová       | 5       | 4              |
| Angelique Kerber    | 6       | 5              |
| Sara Errani         | 7       | 6              |
| Li Na               | 8       | 7              |
| Samantha Stosur     | 9       | 8              |
| Marion Bartoli      | 10      | 9              |
| Caroline Wozniacki  | 11      | 10             |
| Ana Ivanović        | 12      | 11             |
| Dominika Cibulková  | 13      | 12             |
| María Kirilenko     | 14      | 13             |
| Roberta Vinci       | 15      | 14             |
| Kaia Kanepi         | 16      | 15             |
| Lucie Šafářová      | 17      | 16             |
| Nadia Petrova       | 18      | 17             |

- Los cabezas de serie, están basados en el ranking WTA del 17 de septiembre de 2012.

## Campeonas

### Individual Femenino
Nadia Petrova venció a  Agnieszka Radwanska por 6-0, 1-6, 6-3.

### Dobles Femenino
Raquel Kops-Jones /  Abigail Spears vencieron a  Anna-Lena Grönefeld /  Kveta Peschke por 6-1, 6-4.